# Cililin (plaats)
Cililin is een bestuurslaag in het regentschap Bandung Barat van de provincie West-Java, Indonesië. Cililin telt 11.293 inwoners (volkstelling 2010).